# Harold Mayot
Harold Mayot (* 4. Februar 2002 in Metz) ist ein französischer Tennisspieler.

## Karriere
Mayot ist noch bis Ende 2020 auf der ITF Junior Tour spielberechtigt. Dort nahm er ab 2019 an allen vier Grand-Slam-Turnieren teil. Sein erster großer Erfolg war dabei das Erreichen des Halbfinals in Wimbledon 2019. Anfang 2020 gewann er in einem rein französischen Duell gegen seinen Doppelpartner Arthur Cazaux den Titel bei den Australian Open. Im Anschluss an das Turnier erreichte er Platz 1 der Junioren-Rangliste. Im Doppel war sein bestes Abschneiden viermal ein Viertelfinale.
Profiturniere spielte Mayot ab 2019. In der zweiten Jahreshälfte kam er bei drei Turnieren der ITF Future Tour in Folge ins Finale. Gewinnen konnte er eines der Turniere; im Doppel gelang ihm ebenfalls ein Future-Turniersieg. Im Jahr 2020 spielte der Franzose seine ersten Turniere auf der höherdotierten ATP Challenger Tour. Bei allen vier dieser Turniere überstand er die Auftakthürde, in Nouméa erreichte er das Achtel- in Bendigo und Pau das Viertelfinale. Mit Jahor Herassimau besiegte er dabei erstmals einen Top-100-Spieler. Sein Debüt auf der ATP Tour gab er beim Turnier in Marseille, wo er in beiden Konkurrenzen mit einer Wildcard an den Start ging. Im Einzel unterlag er Gilles Simon, im Doppel mit Cazaux der Paarung aus Nicolas Mahut und Vasek Pospisil. Seine beste Position in der Tennisweltrangliste erreichte er Anfang März mit Platz 447.